# Чорноморські новини
«Чорномо́рські нови́ни» — україномовна обласна громадсько-політична газета, що виходить в Одесі. Єдина обласна газета на Одещині, яка виходить українською мовою. Заснована 19 липня 1917 року.

## Історія
Заснована 19 липня 1917 року. Упродовж існування газета змінювала назви та засновників, але не припиняла виходу. У 1918 році газета виходила навіть французькою мовою.
З 1 серпня 1929 року перейменована на «Чорноморську комуну» і почала виходити українською. Внесок колективу редакції в оборону Одеси відзначено медаллю «За оборону Одеси».
З 1 січня 1992 року газета виходить під назвою «Чорноморські новини».
24 серпня 1991 року колектив редакції ухвалив рішення про перетворення газети з органу обласного комітету партії в обласну громадсько-політичну і проголосив основні програмні принципи: утвердження української державності, відродження національної свідомості, української мови і культури, відстоювання громадянських прав, честі, гідності кожної людини, незалежно від національності, політичних поглядів, віросповідання.
У 2000 році до складу співзасновників газети увійшла облдержадміністрація, але 2010 року після зміни влади облдержадміністрація вийшла зі складу співзасновників газети, що значно ускладнило діяльність видання.

## Теми
Серед основних тематичних сторінок — «Держава. Суспільство. Людина», «Економіка. Політика. Право», «Історія. Культура. Традиції», «О, слово рідне!»… Під окремими постійними рубриками ведуться теми: реформування відносин на селі, земельна реформа, соціальний захист населення, охорона здоров'я. Розмаїття думок і поглядів на ту чи іншу проблему представляють рубрики: «Прошу слова», «Точка зору», «Ракурс», «Резонанс», «Політична палітра», «Міжнародні паралелі».

## Колектив
У колективі працює четверо заслужених журналістів України (Роман Кракалія, Іван Мельник, Оксана Поліщук та Ольга Сіра), лауреат літературної премії ім. С. Олійника (Роман Кракалія) та лауреат премії у галузі публіцистики ім. М. О. Посмітного (Олександр Небогатов).

## Спілка читачів
У 2010 році у відповідь на утиски газети з боку влади  виник громадський рух на підтримку газети "Спілка читачів". Учасники цього руху, коли "Чорноморські новини" було позбавлено бюджетного фінансування і водночас можливості отримати статус незалежного видання, розгорнули діяльність, спрямовану на надання матеріальної підтримки, на збільшення числа передплатників. Вони протестували проти дискримінаційного ставлення до єдиного обласного україномовного друкованого ЗМІ Одещини з незалежною демократичною і патріотичною позицією, який намагався об'єктивно висвітлювати життя. Зараз активісти прагнуть якнайширше залучити громадськість і органи місцевого самоврядування до відзначення сторічного ювілею, що святкуватиметься в липні 2017 року.

## Інше
- У 1918 році газета навіть друкувалася французькою мовою.
- Друга назва газети (народна) "Чорноморка".

## Адреса редакції
65008, місто Одеса-8,
площа Бориса Дерев’янка, 1,

офіс 602 (6-й поверх).